# براندون ماكدونالد
براندون ماكدونالد (بالإنجليزية: Brandon McDonald)‏ هو لاعب كرة قدم أمريكية ولاعب كرة قدم كندية أمريكي، ولد في 26 أغسطس 1985 في كولينز في الولايات المتحدة.

## وصلات خارجية
- براندون ماكدونالد على موقع مرجع كرة القدم المحترفة.كوم (الإنجليزية)